# Sitra Ahra
Sitra Ahra es el decimocuarto disco de estudio de la banda sueca Therion. El disco salió a la venta el 17 de septiembre de 2010 (Europa) a través de Nuclear Blast, Muestra un regreso al sonido típico de Therion utilizando más coros de opera y orquesta que su predecesor Gothic Kabbalah del 2007, Cuenta con la última parte de la trilogía "Kali Yuga" comenzada en su disco del 2004 Sirius B

## Lista de canciones
1. Introduction/Sitra Ahra	-  05:24
2. Kings of Edom	        -  08:51
3. Unguentum Sabbati	-  05:10
4. Land of Canaan	        -  10:32
5. Hellequin	        -  05:18
6. 2012	                -  04:16
7. Cú Chulainn	        -  04:16
8. Kali Yuga, Pt. 3	-  03:41
9. The Shells are Open	-  03:44
10. Din	                -  02:37
11. After the Inquisition: Children of the Stone[1] -	07:22

## Integrantes
- Christofer Johnsson - Guitarra, Teclados.
- Thomas Vikström - Vocales, Tenor Solista y de Coral
- Christian Vidal - Guitarras
- Nalle "Grizzly" Pàhlsson - Bajo
- Johan Koleberg - Batería

## Colaboradores
- Lori Lewis - Solo de Soprano
- Snowy Shaw - Vocales
- Linnéa Vikström - Vocales en "Sitra Ahra", "Kings Of Edom", "Land of Canaan y "Hellequin".
- Waldemar Sorychta - Guitarras
- Petter Karlsson - Compositor de "Hellequin" y Vocalista principal en "2012".
- Marcus Jupither - Solo de Barítono en "Hellequin"
- Mika "Belfagor" Hakola - Hars Vocals en "Din"
- Peter Ljung - Piano, Hammond
- Hans Gardemar - Acordeones en "Land of Canaan"
- Mats Oberg - Armónica en "Land of Cannan"
- Staffan Astner - Guitarras acústicas, guitarra de 12 cuerdas
- Chris Laney - Guitarra de 12 cuerdas
- Mattias Olsson - Sintetizador analógico en "Kali Yuga III"